# Bronisław Krzyżanowski (polityk)
Bronisław Krzyżanowski (ur. 21 lutego lub 20 listopada 1876 w Abelach k. Jeziorosów na Litwie, zm. 17 stycznia 1943 w Wilnie) – polski działacz polityczny, obrońca w procesach politycznych, poseł na Sejm Litwy Środkowej oraz na Sejm Ustawodawczy, wicemarszałek Sejmu Litwy Środkowej w 1922 roku, senator I kadencji w II RP.

## Życiorys
Ukończył II Gimnazjum w Wilnie, później studiował prawo i nauki przyrodnicze w Moskwie. W 1895 przeniósł się do Krakowa, gdzie rozpoczął naukę na Uniwersytecie Jagiellońskim – w 1901 uzyskał tam tytuł doktora praw. 
Już w czasach studenckich zaangażowany w lewicową działalność polityczną, zapisał się do PPS. W 1905 współorganizował wraz z tzw. krajowcami Polskie Stronnictwo Demokratyczne na Litwie. W 1913 wybrano go do rady miejskiej Wilna. 
W styczniu 1922 został posłem na Sejm Litwy Środkowej z listy PSL Ziemi Wileńskiej, reprezentując okręg Komaje. Został wybrany na wicemarszałka. Wraz z resztą partii był przeciwnikiem bezpośredniej inkorporacji tych ziem do RP – opowiadał się za nadaniem Wileńszczyźnie autonomii w ramach państwa polskiego. 
W marcu 1922 wybrano go delegatem Sejmu Wileńskiego do Warszawy, został posłem na Sejm Ustawodawczy. Po wyborach w listopadzie 1922 piastował mandat senatora RP, należał do Klubu Parlamentarnego „Piasta”. 
W wyniku sporów co do polityki narodowościowej wystąpił z PSL „Piast”, po czym znalazł się w „Wyzwoleniu”, w którym pozostał do 1925. W tym samym roku związał się z nowo powstałą Partią Pracy (w latach 1926–1928 reprezentował jej zarząd główny) i Klubu Pracy. 
Przeciwnik rządów nacjonalistyczno-chłopskich z lat 1923–1926, w 1926 opowiedział się za zamachem wojskowym Józefa Piłsudskiego. 
Na krótko przed wybuchem II wojny światowej współorganizator (1938) i prezes (1939) wileńskiego oddziału Stronnictwa Demokratycznego. 
W czasie przynależności Wilna do Litwy (1939–1940) prezes Komitetu Polskiego w tym mieście. 
Udzielał się naukowo – był członkiem Instytutu Badawczego Europy Wschodniej w Wilnie, jak również kuratorem Biblioteki im. Eustachego i Emilii Wróblewskich. 
Obrońca w procesach politycznych: zarówno w okresie carskim (1905–1911), jak i w II RP (w 1927 w procesie „Hromady”, w 1937 w procesie grupy „Po prostu”). 
Od wczesnej młodości związany z masonerią – najpierw rosyjską (od 1911 członek wileńskiej loży „Jedność”), później polską (w 1920 adoptowany do loży „Tomasz Zan” w Wilnie).